# الکس گانسا
الکس گانسا (به انگلیسی: Alex Gansa) نویسنده و تهیه‌کننده دو فصل اول سریال پرونده‌های اکس است.
هم‌چنین از فصل هفتم او به جمع نویسندگان و سازندگان اختصاصی سریال ۲۴ پیوست. 

## فیلمشناسی

### مجموعه تلویزیونی
- Homeland (executive producer - ۳۶ episodes) میهن
- 24 (executive producer - ۲۴ episodes, ۲۰۱۰) (co-executive producer - ۲۴ episodes, ۲۰۰۹) ‏ ۲۴
- ۲۰۰۷ Entourage (consulting producer - ۶ episodes) انتورایج
- ۲۰۰۵ Numb3rs (executive producer - ۸ episodes)
- ۲۰۰۱-۲۰۰۲ Wolf Lake (executive producer - ۹ episodes)
- ۱۹۹۹-۲۰۰۰ Dawson's Creek (executive producer - ۱۴ episodes)
- ۱۹۹۸ Maximum Bob (executive producer - ۷ episodes)
- ۱۹۹۳-۱۹۹۴ The X-Files (supervising producer - ۲۳ episodes) پرونده‌های اکس
- ۱۹۹۱ Sisters (supervising producer)
- Beauty and the Beast (co-producer - ۲۱ episodes, ۱۹۸۸ - ۱۹۸۹) (producer - ۱۰ episodes, ۱۹۸۹ - ۱۹۹۰)

### فیلم تلویزیونی
- ۲۰۱۳ Anatomy of Violence (executive producer)
- ۲۰۰۸ 24 (co-executive producer)
- ۱۹۹۳ Country Estates (producer)